# Танцы по видео
«Танцы по видео» — дебютный магнитоальбом советской и российской синти-поп группы «Биоконструктор», выпущенный в 1987 году. В 1994 году альбом был переиздан лейблом ZeKo Records.

## Критика
Артур Гаспарян из «Московского комсомольца» в статье «Противники Иллюзий» писал:

Поиски вселенской гармонии, заявленные в программной композиции «Биоконструктора», последовательно переходят из темы в тему на альбоме «Танцы по видео». Музыкально-поэтическая фактура песен рождает космические ассоциации. В этом ощущении эмоциональный нерв программы. Ибо подспудно возникающая мысль о маленьком космическом корабле под названием «Земля», столь беззащитном в пугающей бездонности Галактики, порождает в сознании нешуточную тревогу. Праведная мечта о гармонии оказывается в сетях человеческих пороков, мелких и крупных, частных и глобальных, но одинаково опасных и каверзных. «Гравитатор — противник иллюзий» всё больше довлеет над радужной мечтой о всеобщем счастье. «Бетонный рай» — предпоследняя композиция альбома, уже удручает мрачной безысходностью возможного самоуничтожения человечества. Почти физический страх, полное смятение чувств. Но, чу, слабая надежда — «ещё всё можно повернуть назад, папа, бросай свой бетонный рай».

## Список композиций
Авторами текста и музыки являются Андрей Хохлов и Александр Яковлев, за исключением отмеченных.
| №  | Название                                 | Длительность |
| -- | ---------------------------------------- | ------------ |
| 1. | «Intro»                                  | 1:19         |
| 2. | «Биоконструктор»                         | 6:34         |
| 3. | «Танцы по видео»                         | 5:02         |
| 4. | «Астрологический ребус»                  | 4:58         |
| 5. | «Вечерний блюз»                          | 5:03         |
| 6. | «Телетуризм»                             | 3:57         |
| 7. | «Гравитатор»                             | 5:42         |
| 8. | «Бетонный рай» (текст Андрея Бондаренко) | 4:43         |
| 9. | «Лунная соната»                          | 3:50         |

## Участники
- Александр Яковлев — вокал, клавишные, аранжировка
- Андрей Кохаев — драм-машина, перкуссия
- Андрей Хохлов — автор текста
- Валерий Васько — клавишные
- Игорь Васильев — звукорежиссёр